# Bastardizer
Bastardizer ist eine australische Black- und Thrash-Metal-Band aus Sydney, die 2013 gegründet wurde.

## Geschichte
Die Band wurde Anfang 2013 gegründet, woraufhin Anfang 2014 das Debütalbum Enforcers of Evil über Heavy Forces Records erschien. Im Mai trat die Gruppe in Sydney als Vorband für Origin und Morbid Angel auf.  Die Band spielte bisher in Australien, Neuseeland und Asien und trat dabei zusammen mit Gruppen wie Hobbs’ Angel of Death, Deströyer 666, Tribulation, Midnight, Toxic Holocaust und Coroner auf.

## Stil
Laut Brian Giffin in seiner Encyclopedia of Australian Heavy Metal spielt die Band eine Mischung aus Black- und Thrash-Metal. Bart Gabriel von voicesfromthedarkside.de schrieb in seiner Rezension zu Enforcers of Evil, dass man zu den von der Band genannten Einflüssen wie Darkthrone, Gospel of the Horns und Toxic Holocaust auch noch Midnight, Gehennah und die Riffs von Hellhammer nennen könne. In der Musik verarbeite die Gruppe zusätzliche Einflüsse aus Rock ’n’ Roll und Punk. Die Gruppe verzichte dabei auf Soli, Melodien oder technischen Anspruch. Stattdessen gebe sie sich geradlinig, simpel, böse, laut und feucht-fröhlich. Shawn Miller von metal-observer.com meinte in seiner Rezension der Split-Veröffentlichung mit Whipstriker, dass man zu Bastardizers Teil am ehesten Bathorys Debütalbum als Referenz nennen kann, da die Musik schnell, aggressiv und voller Thrash- und Black-Metal-Elemente sei. Dabei würden Erinnerungen an Nocturnal, Aura Noir und frühen Sodom geweckt. Der Gesang bestehe aus tiefen Growls, während das Schlagzeug dem D-Beat entlehnt klinge.

## Diskografie
- 2013: Demo(n)s Unleashed (Demo, Eigenveröffentlichung)
- 2014: Enforcers of Evil (Album, Heavy Forces Records)
- 2015: Strike of the Bastard (Split mit Whipstriker, Hells Vomit Productions)
- 2016: Bring Back the Riff (Split mit Bulletbelt, Slime Pit Music)